# 플로리다쿠터
플로리다쿠터는 거북목 늪거북과의 파충류이다.

## 특징
플로리다쿠터의 등딱지 길이는 23~33cm이고 몸무게는 보통 2.5~3.5kg이다. 암컷의 등딱지 길이는 최대 40cm이다. 등딱지는 붉은 색을 뛰고 있다.

## 사진

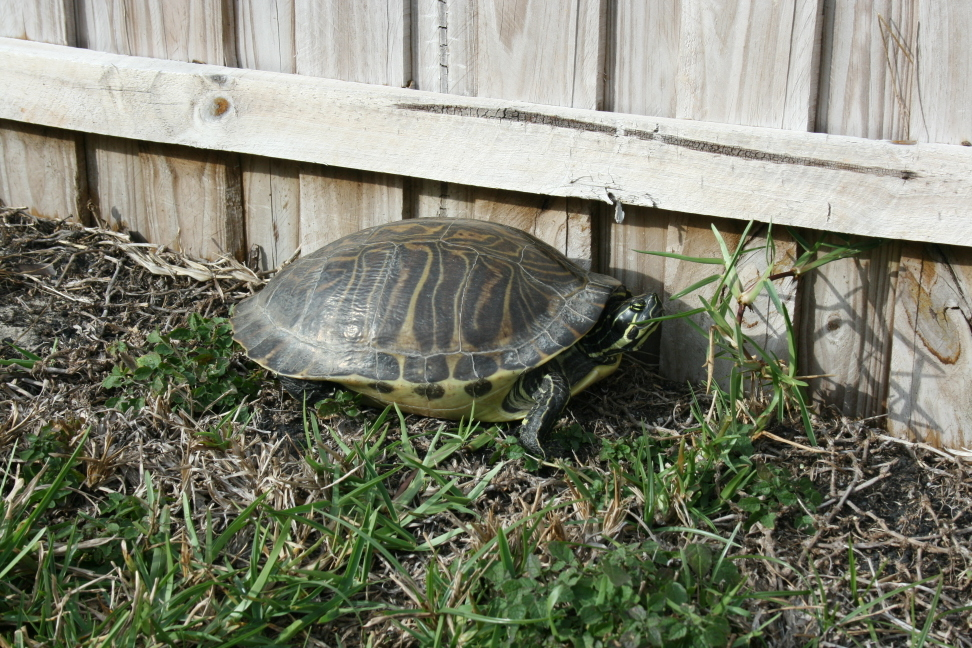
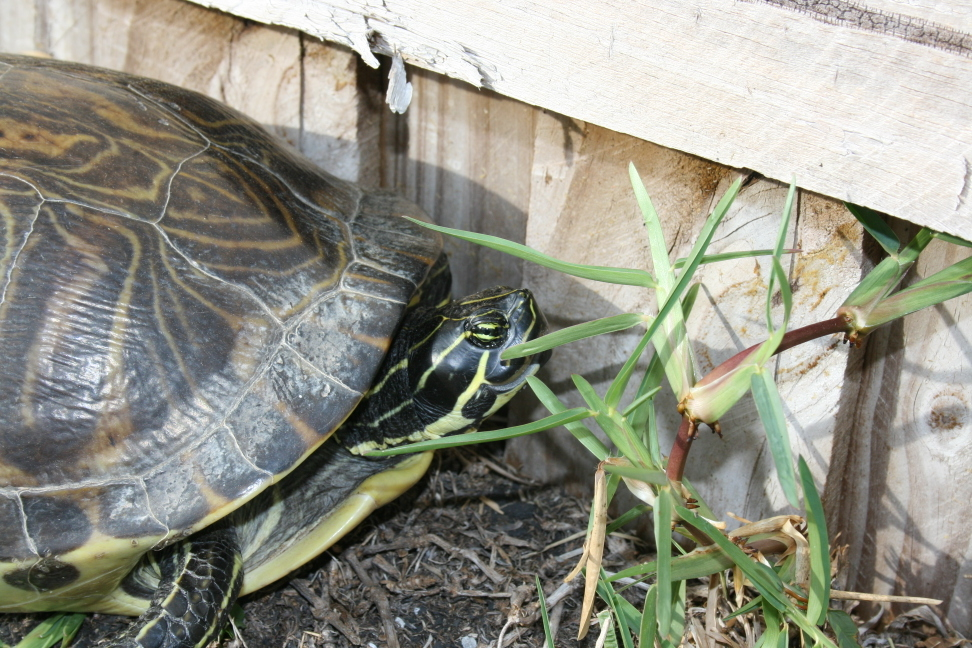

## 참조
1. ↑  《Rhodin》. 2011년. 000.181쪽.